# Målsryds kyrka
Målsryds kyrka är en kyrkobyggnad i Målsryd i Borås kommun. Den tillhör Toarps församling i Skara stift.

## Bakgrund
Fabriks- och stationssamhället, som ligger nära Dalsjöfors och öster om Borås, växte i invånartal vid 1800-talets slut och församlingsborna hade lång väg till Toarps kyrka. Förslag väcktes därför 1913 om att bygga en kyrka i Målsryd. En byggnadskommitté tillsattes och kyrkostämman fattade beslut om bygge. En stor del av finansieringen skedde genom insamlingar och donationer från ortens fabrikörer. 

## Kyrkobyggnaden
Kyrkan uppfördes av tegel i nygotisk stil av byggmästarna Albin och Carl-Wilhelm Gustafsson, Sandhult, efter ritningar av Boråsarkitekten Lars Kellman. På Mikaelidagen den 3 oktober 1915 invigdes kyrkan av biskop Hjalmar Danell. Kyrkan är byggd i nordvästlig-sydostlig riktning och vilar på en sockel av huggen gråsten. Torn och huvudingång finns i nordväst och en smalare femsidig korutbyggnad finns i sydost. Sakristian är inrymd i den femsidiga korutbyggnaden. Långhuset har ett sadeltak och koret har ett femsidigt valmat tak som båda är belagda med skiffer. Tornet har ett spetsigt tak, täckt med målad järnplåt, och som kröns av ett förgyllt kors. 
Omfattande renoveringar genomfördes 1962 och även 1987, då kapprum och utrymme för kyrkliga textilier ordnades under läktaren. Innertaket, som vid tidigare renoveringar täckts av vita plattor, återställdes till sitt rödbruna och mönstrade originalskick. Samtidigt handikappsanpassades kyrkan.

## Inventarier
- Dopfunten av trä (förmodligen ek) är från 1915. Funten består av cuppa och fot huggna i ett enda stycke. Tillhörande dopfat är sannolikt av mässing.
- Altartavlan är målad av professor Olle Hjortzberg och skänkt till kyrkan 1941 i samband med ombyggnaden av koret detta år. Tavlan är en oljemålning som visar Jesus och hans lärjungar och heter "I Galileens olivlundar".
- Predikstolen med femsidig korg och ljudtak är ursprunglig och har en förenklad, nyklassicistisk prägel.
- I tornet hänger två klockor. Storklockan på 500 kg göts 1924 av M & O Ohlsson i Ystad. Lillklockan på 220 kg var från början var kyrkans enda klocka och göts 1915 av Bergholtz klockgjuteri.

### Orgel
- Nuvarande orgel är tillverkad av Johannes Künkel, Lund och invigdes den 10 september 1988. Den är placerad på västra läktaren och har tolv stämmor fördelade på två manaualer och pedal.  Den tidigare orgeln var byggd 1917 och den stumma fasaden härstammar från det instrumentet.[1]